# World of Warplanes
World of Warplanes è un videogioco free-to play di combattimento aereo online multiplayer sviluppato da Persha Studia in Ucraina e pubblicato da Wargaming.net, ambientato nell'età d'oro dell'aviazione militare. ll gioco venne pubblicato nel novembre 2013 nei paesi del CSI, nel Nord America e in Europa. Successivamente, a ottobre del 2017 è stato rilanciato con una versione nettamente migliore negli stessi paesi.